# مصطفى عكاشة
مصطفى عكاشة (1933 - 13 نوفمبر 2008) رجل أعمال وسياسي مغربي، من مؤسسي حزب التجمع الوطني للأحرار، ترأس مجلس المستشارين بين 2000 -2008.

## مسيرته
ولد عكاشة بالدار البيضاء سنة 1933، وحصل على شهادة الباكالوريا سنة 1954 في شعبة الأدب الفرنسي، وتابع تكوينه في مجال القانون وتدبير المقاولات، ودخل مبكرا للعمل في القطاع الخاص حيث أسس عدة شركات وأشرف على إدارتها من بينها شركة الصيد البحري المغربية ـ الكورية سنة 1978، وشركة «ماك فيشرى» في إطار التعاون المغربي ـ الياباني.
ترأس الجماعة القروية موالين الواد (قيادة الفضالات) بإقليم بن سليمان، ثم المجلس الإقليمي لابن سليمان، والنائب الثاني لرئيس مجلس جهة الشاوية-ورديغة. وانتخب سنة 1977 عضوا بمجلس النواب، حيث ترأس اللجنة الفرعية المكلفة بقضايا الصيد البحري. وكان مصطفى عكاشة من مؤسسي حزب التجمع الوطني للأحرار سنة 1978، وكان منسقا للحزب بجهة الشاوية-ورديغة. وخلال الثمانينات ترأس لجنة العشرين المكلفة بتصفية حسابات المجلس. وفي سنة 1997 انتخب نائبا أول لرئيس مجلس المستشارين، وفي سنة 2000 انتخب رئيسا للمجلس وأعيد انتخابه في أكتوبر سنة 2006 للمرة الثالثة رئيسا للمجلس. واستمر في المنصب إلى غاية وفاته يوم الخميس 13 نونبر 2008 بالدار البيضاء.
وشارك عكاشة في تأسيس وتسيير عدة جمعيات ومقاولات من بينها الجمعية المهنية لأصحاب سفن الصيد بأعالي البحار، التي ترأسها لمدة 11 سنة، كما شغل منصب نائب رئيس الاتحاد العام لمقاولات المغرب، وكان عضوا بالمجلس الوطني للاصحاب العمل المغاربة، ورئيسا سابقا للغرفة الفلاحية للدار البيضاء وسطات.